# MU Hybrid Art House
MU, voluit MU Hybrid Art House geheten, is een hedendaagse kunstgalerie met (inter)nationaal en opkomend talent in een voormalige Philipsfabriek op Strijp-S, Eindhoven. Het focust zich vooral op het nabije verleden en de (onvoorspelbare) toekomst, met een knipoog naar de Eindhovense geschiedenis van innovatie en technologie.

## Achtergrond
MU ontstond in 1998, in De Witte Dame. Het was oorspronkelijk een aaneenschakeling van meerdere kleine initiatieven op het gebied van beeldende kunst, architectuur, popcultuur en ontwerp. Sinds 2005 is MU onderdeel van de landelijke culturele basisinfrastructuur; tot 2012 als kleine instelling, daarna als grote.
De drie pijlers van het museum zijn publiekspresentaties, talentontwikkeling en educatie. Het richt zich dan ook met name op het jongere publiek. De tentoonstellingsruimte kan gezien worden als alternatief klaslokaal. Regelmatig wordt er ter plekke nieuw werk geproduceerd en vervolgens gepresenteerd. Hier hangt meestal een programma mee samen. Bij de presentaties draait het om de vraag hoe kunstenaars en ontwerpers, maar ook wetenschappers en andere denkers reageren op en bijdragen aan de onophoudelijke transformatie van de maatschappij. Door naar kunst te kijken wil MU (voornamelijk) jongeren laten ervaren hoe de toekomst gaat zijn en hen de ruimte bieden te fantaseren over hun ideale wereld van morgen. Er worden hierbij niet zozeer antwoorden gegeven, maar eerder de gelegenheid om verschillende denkrichtingen te verkennen.
Er worden circa zes tentoonstellingen per jaar georganiseerd.
In de lente en zomer van 2023 viert het museum haar 25-jarig bestaan door middel van de tentoonstelling Hybrid Tales For Hybrid Times.

## Naam
De naam MU is afgeleid van een Japans karakter (無; mu), dat zich laat vertalen als 'niet', '(het) niets' of 'geen'. In de Zen-traditie gaat het begrip voorbij aan dichotoom denken, oftewel 'alles-of-niets denken' of 'zwart-wit denken', en staat daarmee indirect voor synergie (samenwerking). Vanuit dit concept wil MU een ruimte scheppen waarin het snelle veroordelen plaatsmaakt voor een open mentaliteit met diepgang en relativering.

## Galerij

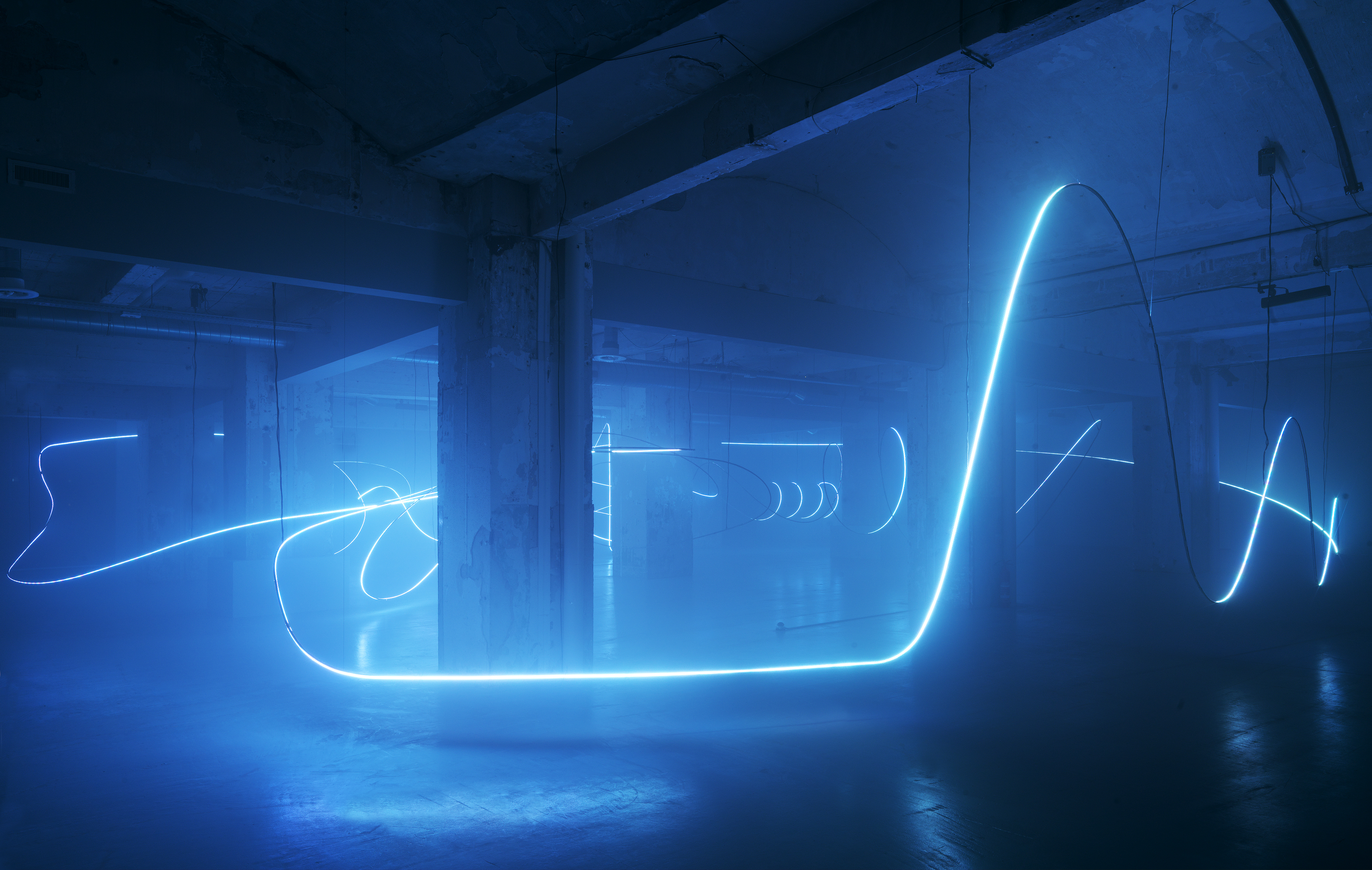
Tentoonstelling Spiraling into Infinity door Children of the Light, 2022.